# Ventrilòquia

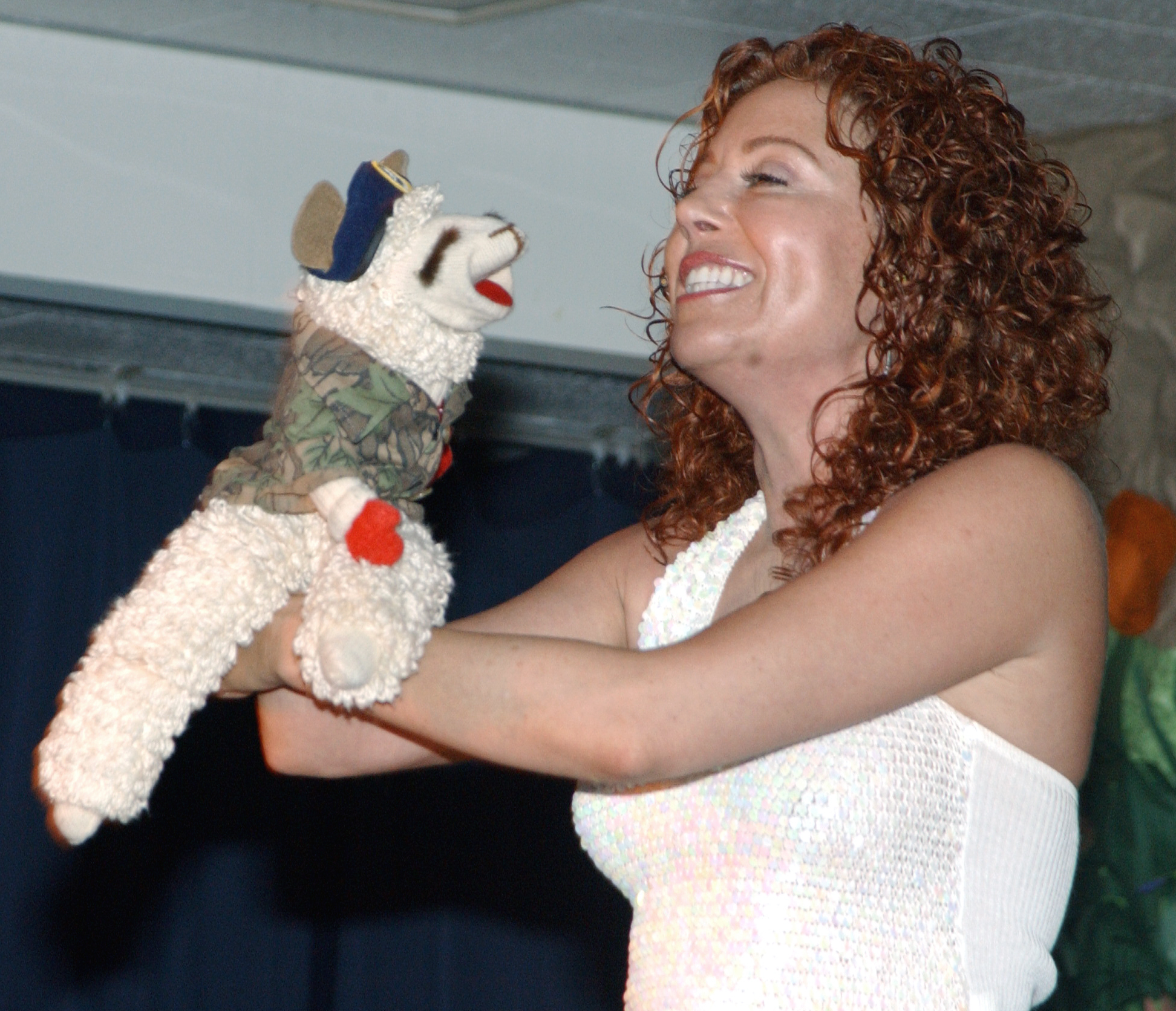
La ventríloca Mallory Lewis amb el seu ninot

Els espectacles de ventrilòquia es basen en l'art de modificar la veu sense moure els músculs facials, de manera que sembla que vinga d'un ninot o d'algú altre. El nom de ventrilòquia té el seu origen en el fet que tradicionalment es considerava com la tècnica de parlar amb l'estòmac (el ventre) durant la inhalació, però en realitat, no és així, perquè el ventríloc utilitza l'aparell respiratori normal i per a aconseguir una veu més difusa, que semble menys humana, comprimeix les cordes vocals a partir dels músculs respiratoris, especialment del diafragma, la qual cosa comporta un gran control de la respiració. El ventríloc és un artista que emet una o més veus sense moure els músculs facials, fent la il·lusió als espectadors que la veu no ha estat emesa per les cordes vocals.

## Història

### Orígens
La ventrilòquia és un art molt antic, present ja en la cultura egípcia i grega, però com a espectacle públic començà a obrir-se pas a començaments del segle xix. En un principi, els ventrílocs eren considerats mags o il·lusionistes, perquè basaven l'espectacle en la capacitat fisiològica de la seua laringe d'imitar una gran varietat de veus humanes, els sons d'ocells i d'instruments musicals, o el soroll de ferramentes. Per a produir la impressió que tots aquests sons sorgien com per art de màgia, els artistes ho feien de la forma més discreta possible, dissimulant el moviment dels llavis.

### Pioners
El primer antecedent d'un entreteniment de ventrilòquia al nostre país correspon al professor francés de física recreativa Giovanni Faugier, que l'estiu del 1819 va oferir unes funcions d'experiments ventrilocutoris, primer a Barcelona i després a València, en les quals mostrava diverses escenes còmiques on dialogava amb suposades persones invisibles. Faugier podia imitar fins a sis veus diferents, tant llunyanes com properes i tant d'homes com de dones. També imitava el plor d'un xiquet de bolquers, l'obertura d'un cofre, els lladrucs i udols dels gossos, la remor de la multitud o la baralla entre tres persones.
Un ventríloc nostrat d'aquesta primera època fou Manuel Espinós, que es va presentar a la Botiga de la Balda de València en setembre del 1828 i al Teatre Principal de Palma a finals de gener del 1830, per mostrar el cant de trenta ocells diferents, tot i que tenia la capacitat d'imitar amb la seua veu, sense cap tipus d'instrument, el cant de fins a cent vint aus. Espinós ja havia actuat a Madrid, davant els reis d'Espanya, i a diverses capitals europees. Un altre ventríloc espanyol que va actuar al Teatre Principal i al Liceu de Barcelona en la primera meitat dels anys quaranta del segle xix fou Francisco de Borja Tapia. L'últim d'aquests ventrílocs primerencs fou Fermín Guerrer, que va actuar a diferents sales d'Alacant i d'altres poblacions del migjorn valencià durant el període 1879-1887. Era un artista que tenia un vastíssim repertori d'imitacions ornitològiques i onomatopeiques, on destacaven els cants dels canaris, els plors d'un xiquet de bolquerets i els sons de la flauta, el violí i la guitarra.

### Segle XIX
En la dècada del 1880 els ventrílocs començaren a substituir les persones invisibles, amb qui simulaven converses, per ninots que ells mateixos manipulaven. A partir d'eixe moment, la ventrilòquia es convertí en un espectacle modern molt relacionat amb les arts del titella. Lògicament, la ventrilòquia moderna té les seues particularitats tècniques i dramatúrgiques, perquè, a diferència del titellaire tradicional que romania ocult als espectadors, el ventríloc és un artista que treballa a la vista del públic. A més a més, el ventríloc juga el rol de manipulador i d'actor alhora: és a dir, és el primer artista que utilitza la tècnica mixta actor-ninot.
En un primer moment van ser els ventrílocs de les barraques de fira els qui introduïren els ninots de guant, fabricats amb draps a l'estil dels guinyols francesos. Immediatament després, els ventrílocs anglesos començaren a utilitzar figures de cartó de talla reduïda, vestides i assegudes a les cames de l'artista. El següent pas va ser construir ninots de fusta de dimensions humanes, amb senzills mecanismes interns que permeteren als artistes manipular-los. Els ninots s'asseien en una cadira o tamboret i movien solament la boca, gràcies a un joc de fils d'aram grossos sobre el pal que servia de soport al cap. Progressivament els ninots podran moure altres parts del cos: el cap, els ulls, els braços, les cames, els peus, etc. Fins i tot podien fumar, gràcies a una pera de goma que se situava darrere del bescoll i que un conducte comunicava amb la boca del titella. És aleshores quan comencen a denominar-se autòmats, perquè intenten semblar-ho, però en realitat eren titelles articulats que es movien per cordes, molles i altres resorts.
Les companyies circenses portaren les primeres actuacions de ventrílocs amb una col·lecció de personatges. Un dels precursors fou el canadenc Mr. O'Kill, que disposava d'un gabinet de cinc figures que va presentar al Circ Eqüestre Barcelonès l'estiu del 1884. Aquest artista, que es traslladà després a València, formava part de la cèlebre companyia circense de Gil Vicente Alegría, amb la qual tornà a enrolar-se en 1894. Un altre ventríloc que treballà en el conjunt d'Alegria fou l'anglés Mr. James G. Helsby, que va actuar amb quatre ninots a Barcelona i València l'any 1887, i a Girona el 1890. Aquestes primeres col·leccions de figures seran el model que utilitzaran habitualment tots els ventrílocs posteriors: un mínim de quatre o sis ninots, entre les quals hi havia un personatge castís de barriada popular, un senyoret i una senyoreta de la bona societat, un xiquet i un criat negre. El ventríloc establia diàlegs amb cadascun d'aquests personatges o entre ells.
Antonio Vergara, conegut també amb el nom artístic d'Aragrev que resultava de lletrejar a l'inrevés el seu autèntic cognom, va ser el primer ventríloc espanyol a actuar amb cinc figures mecàniques de grandària natural. Aquest artista es va presentar al Tívoli de Barcelona a finals de 1890 i, formant part ja de la companyia del Gran Circo Parish, va inaugurar en 1892 el nou Teatre Circ d'Alacant. Altres ventrílocs que van actuar a les darreries del segle xix i començaments del XX pels Països Catalans foren els següents: Mr. Marthen (en el període 1893-1906), amb els ninots de la Família del doctor Bobi; Mr. Arbós o Monsieur Sobrà, noms artístics del ventríloc català Arbós (anys 1895-1907), que tenia els personatges de Don Canuto, Doña Inés, el xiquet Fritz, dos negrets i un cap parlant, i el malabarista i ventríloc català Ventura Carné, que amb quatre ninots treballava al Circ David, un circ ambulant que es va incendiar a València el 1901.

### Segle XX
Al primer terç del segle XX la ventrilòquia es convertí en un número quasi imprescindible dins dels espectacles de varietats, els quals van rejovenir les arts escèniques i van tindre molta acceptació entre els nous sectors populars que estaven incorporant-se al mercat de l'oci i que omplien els teatres secundaris o les nombroses societats recreatives i casals populars oberts pertot arreu. En les varietats cabien subgèneres d'allò més diferent: predominaven els espectacles musicals a base d'artistes diversos (vedets, cantants, cupletistes, ballarines, etc.), però acompanyats sovint per números de prestidigitació, màgia, acrobàcia o ventrilòquia. Les varietats i la ventrilòquia tenen molts elements en comú, com són el fet d'avantposar l'element visual i sonor al text, i llur caràcter llicenciós, grotesc, satíric i, a vegades, llibertí. Per consegüent, els números que oferien els ventrílocs, amb les seues famílies de ninots, s'adequaven perfectament a les característiques dels espectacles de varietats: el que més s'apreciava dels ventrílocs era la capacitat de fer monòlegs i diàlegs comicosatírics, amb bromes i ocurrències gracioses, així com números musicals acompanyats d'un apreciable aparat escenogràfic. Per tal de mantenir l'interés del públic, els ventrílocs incorporaven contínuament novetats, tant en les col·leccions de ninots com en els textos dels números que representaven.
El ventríloc més popular i de més fama internacional de l'època fou el valencià Paco Sanz, que estigué actiu des del 1902 fins al 1939. Sanz va revolucionar i modernitzar l'art de la ventrilòquia, depurant la tècnica de construcció dels ninots, renovant artísticament la presentació dels números i convertint-lo en un espectacle global i independent. D'entre la seua esplèndida col·lecció de més de 30 personatges altament mecanitzats, destaca el protagonista Don Liborio, molt popular pels seus enginyosos comentaris sobre l'actualitat política i social. La perfecció dels seus enginys automecànics era un producte del progrés tècnic assolit pel maquinisme de la segona revolució industrial. L'èxit de Paco Sanz es basava en tres pilars: la perfecció mecànica dels ninots i la destresa en la seua manipulació, una posada en escena de gran valor estètic i plàstic, i els graciosos monòlegs i diàlegs dels personatges.
La ventrilòquia tingué un gran auge a Catalunya i el País Valencià en el primer terç del segle xx. El polifacètic mag català Francesc Roca portava en el seu museu itinerant un complet gabinet de ventrilòquia, si més no des de l'inici del segle XX fins al 1935. El també català Caballero Felip va actuar del 1902 al 1922 amb un circ de ninots, on destacava la família de Tony i el graciós personatge Crespito. Una vida artística encara més dilatada va tindre el ventríloc Vicent Llovet, nascut a Mataró però amb residència durant molts anys a la població alacantina de Torrevella, que estigué actiu del 1904 al 1945. Llovet portava els ninots parlants i cantants Doctor Llopis, la Bella Socorro, el negre Dominguín, el popular Garibaldi i l'original Microbio Chico, que era el ninot preferit pel públic. També cal destacar el ventríloc valencià F. Ferry, de nom artístic el Gran Ferry, que en el període 1906-1923 portava un magnífic aparat escenogràfic i els ninots Doctor Crespo, Quico, la negra Pancha, Doña Trini, el xiquet Pepito i el Quinto. El Gran Ferry era considerat el rei dels contes i dels acudits, perquè tenia un extens repertori que renovava constantment. No podem oblidar la figura del transformista i ventríloc Josep Torres i Vilalta Toreski (Barcelona, 1869-1937), amb el seu personatge Miliu, molt popular a Ràdio Barcelona del 1924 al 1937.
Altres ventrílocs amb una vida artística menys dilatada foren els següents: Pastor (actiu en el període 1904-1916), amb el personatge Don Rufo; Martín (1908-1917), que va actuar molt a Barcelona; Joan Mirall (1908-1919), que disposava d'una col·lecció de 20 ninots parlants, cantants i musicals, i el valencià Enric Rosell (1913-1927), un excel·lent monologuista que va arribar a tindre vint-i-dos ninots parlants, construïts per l'escultor valencià Alfred Torán.
Una de les característiques més valorades dels ventrílocs és la capacitar de crear entre el públic la il·lusió que el ninot parla realment, i això ho aconsegueixen distorsionant la veu i minimitzant el moviment dels llavis. Per a ocultar millor els llavis, pràcticament tots els artistes citats portaven un gran bigotis.
Després de la guerra civil i la llarga postguerra, als anys cinquanta hi ha una recuperació dels espectacles de ventrilòquia, especialment els dirigits al públic infantil. Un dels artistes valencians d'aquesta època és Rafael Pla el Gran Fele, que el 1952 començà la seua carrera professional i fins a la seua mort, en 1979, realitzà números de ventrilòquia amb els ninots Felín i Felón. La qualitat artística dels seus espectacles va motivar que als anys seixanta el contractara Televisió Espanyola, on va ser un dels pioners en el treball amb titelles.
Efectivament, en 1960 s'iniciaren els programes infantils de TVE amb les actuacions de l'austríaca Herta Frankel (1913-1996), que ja era molt coneguda a Barcelona, on havia fixat el seu lloc de residència. Aquesta ventríloqua ocupà la pantalla petita durant dotze anys seguits amb els seus famosos titelles, el més important dels quals fou l'inseparable personatge de la Perrita Marilín.
També hem de citar a partir del 1968 el pallasso mallorquí Bernat Salleras, que, per donar major varietat i duració a les seues actuacions, va ampliar els números de clown amb la ventrilòquia i el guinyol, amb el seu personatge Ditto.
Per acabar, el popular ventríloc Andreu Llorens Selvin (Barcelona, 1952) ha donat vida a personatges com el Dr. Til·la, la Serp Màgica, la Loli i en Lalo, i els ha dut a la ràdio i la televisió per tot l'Estat espanyol i per l'estranger.

## Ventrílocs reconeguts
- Caballero Felip, ventríloc del Molino
- Euricles d'Atenes
- Edgar Bergen
- Jeff Dunham
- José Luis Moreno
- Francisco Sanz Baldoví
- Mallory Lewis
- Mari Carmen y sus muñecos
- Toresky